# Chimarra devva
Chimarra devva är en nattsländeart som beskrevs av Malicky och Chantaramongkol 1993. Chimarra devva ingår i släktet Chimarra och familjen stengömmenattsländor. Inga underarter finns listade i Catalogue of Life.